# 100 Days My Prince
100 Days My Prince (en hangul, 백일의 낭군님; romanización revisada, Baekirui nanggunnim), es una serie de televisión surcoreana de ficción histórica transmitida desde el 10 de septiembre hasta el 30 de octubre de 2018 a través de TVN. Es protagonizada por Do Kyung-Soo (D.O.) de la banda EXO, Nam Ji-Hyun y Jo Sung-Ha. La serie contó con una temporada conformada por 16 episodios, los cuales fueron emitidos todos los lunes y martes a las 21:30 (KST).

## Argumento
Lee Yool (Do Kyung-Soo), es un joven príncipe heredero perfeccionista, que después de caer de un acantilado y casi morir durante un intento de asesinato, pierde la memoria y vaga durante 100 días con un nuevo nombre Won Deok, una nueva personalidad y se transforma en un hombre inútil. Durante ese tiempo conoce a Hong Sim (Nam Ji-Hyun), una mujer inteligente y fuerte que dirige la primera agencia de soluciones.

## Reparto

### Personajes principales
- Do Kyung-Soo como Príncipe Lee Yool / Wondeok.[6][7]
  - Jung Ji-hoon como Lee Yool (de niño).[8]
- Nam Ji-hyun como Hong Shim / Yoon Yi-Seo.
  - Heo Jung-eun como Hong Shim (de niña).[9]
- Kim Seon-ho como Jong Jae-Yoon.

### Personajes secundarios
- Han So-hee como Kim So-hye.
  - Choi Myung-bin como Han So-hye (de niña)[10]
- Jo Sung-ha como Kim Cha-eon.
- Kim Jae-young como Moo Yeon / Yoon Seok-hwan.
  - Jung Joon-won como Yoon Seok-hwan (de niño)
- Jo Han-chul como Rey Lee.
- Oh Yeon-ah como Reina Park.
- Ji Min-hyuk como Príncipe Seowon.
- Jung Hae-kyun como Señor Yoon, padre adoptivo de Hong Shim.
- Heo Jung-min como Kim Soo-Ji.
- Lee Hye-eun como Yang Choon.
- Ahn Suk-hwan como el Señor Park Seon-do.
- Jo Hyun-Sik como Eunuco Yang Nae-kwan
- Kim Ki-doo como Seo Goo-dol, esposo de Park Kkeut-nyeo.[11]
- Lee Min-ji como Park Kkeut-nyeo, mejor amiga de Hong Shim.
- Jo Jae-ryong como gobernador Jo Boo-young.
- Lee Jun-hyeok como Park Bo-eun, un oficial de la ciudad.
- Choi Woong como Jung Sa-yeop, censor en jefe.
- Jung Soo-kyo como Machil, un prestamista.
- Han Ji-eun como Ae Weol, una kisaeng.
- Kang Young-seok como Kwon Hyuk, un guardia del palacio.
- Son Kwang-eop como Jang Moon-suk, ministro del palacio y mano derecha de Kim Cha-eon.
- Lee Seung-hun como Woo Ui-jung, un ministro del palacio.

### Otros personajes
- Park Seon Woo como un ministro del palacio.
- Lee Jin-mok como el dueño de la librería.
- Lee Seung-joon como Min Yeong-gi.
- Hong Yun-jae como Hyuk, uno de los hombres de Moo Yeon.
- Im Seung-joon como Beom, uno de los hombres de Moo Yeon.
- Lee Seon-hee como la dueña del restaurante.
- Lee Chae-kyung como la asistente personal de Kim So-hye.
- Noh Yi-han como Mok Goo.
- Lee Gyu-bok como el Eunuco Song.
- Lee Chae-min como una kisaeng.
- Tae Won-seok como hombre grande en el puesto de sopa (episodio 4).
- Yoo Gun-woo como el secretario de Moo Yeon (episodio 14).
- Lee Gyu-sub como el Eunuco del salón de banquetes.

### Apariciones especiales
- Do Ji-han como Dong-jo, el amigo y guardaespaldas del Príncipe Heredero Lee Yool (episodios 1-2, 15).
  - Lee Shi-woo Dong-jo (de niño).
- Jin Ji-hee como Jin Lin (episodio 13).
- Ahn Se-ha como Heo Man-sik, un inspector secreto real (episodios 5 y 7).
- Kim Dong-wan como un hombre del ministro Kim.

## Producción
La primera lectura del guion se realizó el 21 de marzo de 2018 en CJ E&M Center que está ubicado en Sangam, Seúl. Mientras que el inicio del rodaje comenzó en abril del mismo año, las grabaciones fueron llevadas a cabo en los estudios KOFIC Namyangju en Namyangju, provincia de Gyeonggi.
Originalmente el actor Yoon Tae-young, formaría parte del reparto de la serie, sin embargo, el equipo de producción decidió no continuar con su participación después de que se viera envuelto en un accidente automovilístico por conducir ebrio.

## Recepción

### Audiencia
En azul la audiencia más baja y en rojo la más alta, correspondientes a las empresas medidora AGB a nivel nacional y en el área de Seúl. Esta serie es emitida por TVN, que es un canal de televisión por suscripción, por ello el público es relativamente menor en comparación con las emisoras de televisión terrestres.
| Ep. #    | Fecha de estreno         | Cuota de pantalla en AGB | Cuota de pantalla en AGB | Cuota de pantalla en AGB |
| Ep. #    | Fecha de estreno         | Nacional                 | Seúl                     |                          |
| -------- | ------------------------ | ------------------------ | ------------------------ | ------------------------ |
| 1        | 10 de septiembre de 2018 | 5.0%                     | 5.5%                     |                          |
| 2        | 11 de septiembre de 2018 | 6.1%                     | 6.8%                     |                          |
| 3        | 17 de septiembre de 2018 | 6.0%                     | 6.2%                     |                          |
| 4        | 18 de septiembre de 2018 | 7.2%                     | 7.8%                     |                          |
| 5        | 24 de septiembre de 2018 | 4.3%                     | 4.7%                     |                          |
| 6        | 25 de septiembre de 2018 | 6.9%                     | 7.2%                     |                          |
| 7        | 1 de octubre de 2018     | 7.9%                     | 8.7%                     |                          |
| 8        | 2 de octubre de 2018     | 9.2%                     | 9.5%                     |                          |
| 9        | 8 de octubre de 2018     |                          |                          |                          |
| 10       | 9 de octubre de 2018     |                          |                          |                          |
| Promedio |                          |                          |                          |                          |
| E1       | 4 de septiembre de 2018  | 1.1%                     | 1.1%                     |                          |

## Emisión internacional
- Chile: ETC (2019).
- Filipinas: ABS-CBN (2019).
- Hong Kong: Now TV (2019).
- Indonesia: Trans TV (2019).
- Malasia: 8TV (2018).
- Singapur: VV Drama (2018).
- Taiwán: GTV (2019).